# McLaren M19A
McLaren M19A – samochód Formuły 1 zaprojektowany przez Ralpha Bellamy’ego i skonstruowany przez McLarena. Samochód był używany w sezonach 1971-1972. Samochód był napędzany przez jednostki Cosworth.
W sezonach 1972-1973 używana była wersja M19C.

## Wyniki
| Legenda oznaczeń w tabelach wyników Wyświetl szablon na nowej stronie | Legenda oznaczeń w tabelach wyników Wyświetl szablon na nowej stronie                                                                     |
| Oznaczenie                                                            | Wyjaśnienie |
| --------------------------------------------------------------------- | --- |
| Złoty                                                                 | Zwycięzca lub mistrzostwo |
| Srebrny                                                               | 2. miejsce lub wicemistrzostwo |
| Brązowy                                                               | 3. miejsce lub II wicemistrzostwo |
| Zielony                                                               | Ukończył, punktował (w klasyfikacji generalnej, gdy zdobył co najmniej jeden punkt na przestrzeni sezonu, poza trzema powyższymi opcjami) |
| Niebieski                                                             | Ukończył, nie punktował (w klasyfikacji generalnej, gdy nie zdobył co najmniej jednego punktu na przestrzeni sezonu)                      |
| Czerwony                                                              | Nie zakwalifikował się (NZ) |
| Czerwony                                                              | Nie prekwalifikował się (NPK) |
| Różowy                                                                | Nie ukończył (NU) |
| Różowy                                                                | Niesklasyfikowany (NS) (w klasyfikacji generalnej, gdy nie został sklasyfikowany w żadnym wyścigu sezonu)                                 |
| Czarny                                                                | Zdyskwalifikowany (DK) |
| Czarny                                                                | Wykluczony (WYK/EX) |
| Biały                                                                 | Nie wystartował (NW) |
| Biały                                                                 | Kontuzjowany (K/INJ) |
| Biały                                                                 | Wyścig odwołany (OD/C) |
| Bez koloru                                                            | Został wycofany (WYC/WD) |
| Bez koloru                                                            | Nie przybył (NP/DNA) |
| Bez koloru                                                            | Nie brał udziału w treningach (NT/DNP) |
| Bez koloru                                                            | Nie został zgłoszony (–) |
| Pogrubienie                                                           | Start z pole position |
| Kursywa                                                               | Najszybsze okrążenie wyścigu |
| †                                                                     | Nie ukończył, ale jego rezultat został zaliczony ze względu na przejechanie więcej niż 90% dystansu wyścigu.                              |
| *                                                                     | Sezon w trakcie |
| 1/2/3                                                                 | Punktowana pozycja w sprincie kwalifikacyjnym                                                                                             |
| Lista systemów punktacji Formuły 1                                    | |

| Sezon | Zespół                     | Silnik   | Kierowcy       | Wyniki w poszczególnych eliminacjach | Wyniki w poszczególnych eliminacjach | Wyniki w poszczególnych eliminacjach | Wyniki w poszczególnych eliminacjach | Wyniki w poszczególnych eliminacjach | Wyniki w poszczególnych eliminacjach | Wyniki w poszczególnych eliminacjach | Wyniki w poszczególnych eliminacjach | Wyniki w poszczególnych eliminacjach | Wyniki w poszczególnych eliminacjach | Wyniki w poszczególnych eliminacjach | Wyniki w poszczególnych eliminacjach | Wyniki w poszczególnych eliminacjach | Wyniki w poszczególnych eliminacjach | Wyniki w poszczególnych eliminacjach | Wyniki kierowców | Wyniki kierowców | Wyniki konstruktora | Wyniki konstruktora |
| 1971  |                            |          |                |                                      |                                      | Monako                               | Holandia                             | Francja                              | Wielka Brytania                      | Niemcy                               | Austria                              | Włochy                               | Kanada                               | Stany Zjednoczone                    |                                      |                                      |                                      |                                      | Pkt.             | Msc.             | Pkt.                | Msc.                |
| ----- | -------------------------- | -------- | -------------- | ------------------------------------ | ------------------------------------ | ------------------------------------ | ------------------------------------ | ------------------------------------ | ------------------------------------ | ------------------------------------ | ------------------------------------ | ------------------------------------ | ------------------------------------ | ------------------------------------ | ------------------------------------ | ------------------------------------ | ------------------------------------ | ------------------------------------ | ---------------- | ---------------- | ------------------- | ------------------- |
| 1971  | Bruce McLaren Motor Racing | Cosworth | Denny Hulme    | 6                                    | 5                                    | 4                                    | 12                                   | NU                                   | NU                                   | NU                                   | NU                                   | –                                    | 4                                    | NU                                   |                                      |                                      |                                      |                                      | 9                | 13               | 10                  | 6                   |
| 1971  | Bruce McLaren Motor Racing | Cosworth | Peter Gethin   |                                      |                                      |                                      | NS                                   | 9                                    | NU                                   | NU                                   |                                      |                                      |                                      |                                      |                                      |                                      |                                      |                                      | 9                | 9                | 10                  | 6                   |
| 1971  | Bruce McLaren Motor Racing | Cosworth | Jackie Oliver  | –                                    | –                                    | –                                    | –                                    | –                                    |                                      | –                                    | 9                                    |                                      | –                                    | –                                    |                                      |                                      |                                      |                                      | 0                | NS               | 10                  | 6                   |
| 1971  | Penske-White Racing        | Cosworth | Mark Donohue   | –                                    | –                                    | –                                    | –                                    | –                                    | –                                    | –                                    | –                                    | –                                    | 3                                    |                                      |                                      |                                      |                                      |                                      | 0                | NS               | 10                  | 6                   |
| 1971  | Penske-White Racing        | Cosworth | David Hobbs    | –                                    | –                                    | –                                    | –                                    | –                                    | –                                    | –                                    | –                                    | –                                    | –                                    | 10                                   |                                      |                                      |                                      |                                      | 0                | NS               | 10                  | 6                   |
| 1972  |                            |          |                | Argentyna                            |                                      |                                      | Monako                               | Belgia                               | Francja                              | Wielka Brytania                      | Niemcy                               | Austria                              | Włochy                               | Kanada                               | Stany Zjednoczone                    |                                      |                                      |                                      | Pkt.             | Msc.             | Pkt.                | Msc.                |
| 1972  | Yardley Team McLaren       | Cosworth | Denny Hulme    | 2                                    | 1                                    | NU                                   | 15                                   | 3                                    | 7                                    | 5                                    | NU                                   | 2                                    | 3                                    | 3                                    | 3                                    |                                      |                                      |                                      | 39               | 3                | 47                  | 3                   |
| 1972  | Yardley Team McLaren       | Cosworth | Peter Revson   | NU                                   | 3                                    | 5                                    | –                                    | 7                                    | –                                    | 3                                    | –                                    | 3                                    | 4                                    | 2                                    | 18                                   |                                      |                                      |                                      | 23               | 5                | 47                  | 3                   |
| 1972  | Yardley Team McLaren       | Cosworth | Brian Redman   | –                                    | –                                    | –                                    | 5                                    | –                                    | 9                                    | –                                    | 5                                    | –                                    | –                                    | –                                    |                                      |                                      |                                      |                                      | 4                | 14               | 47                  | 3                   |
| 1972  | Yardley Team McLaren       | Cosworth | Jody Scheckter | –                                    | –                                    | –                                    | –                                    | –                                    | –                                    | –                                    | –                                    | –                                    | –                                    | –                                    | 9                                    |                                      |                                      |                                      | 0                | NS               | 47                  | 3                   |
| 1973  |                            |          |                | Argentyna                            | Brazylia                             |                                      |                                      | Belgia                               | Monako                               | Szwecja                              | Francja                              | Wielka Brytania                      | Holandia                             | Niemcy                               | Austria                              | Włochy                               | Kanada                               | Stany Zjednoczone                    | Pkt.             | Msc.             | Pkt.                | Msc.                |
| 1973  | Yardley Team McLaren       | Cosworth | Denny Hulme    | 5                                    | 3                                    |                                      |                                      |                                      |                                      |                                      |                                      |                                      |                                      |                                      |                                      |                                      |                                      |                                      | 6 (26)           | 6                | 22 (58)             | 3                   |
| 1973  | Yardley Team McLaren       | Cosworth | Peter Revson   | 8                                    | NU                                   | 2                                    |                                      |                                      |                                      | –                                    |                                      |                                      |                                      |                                      |                                      |                                      |                                      |                                      | 6 (38)           | 5                | 22 (58)             | 3                   |
| 1973  | Yardley Team McLaren       | Cosworth | Jody Scheckter | –                                    | –                                    | 9                                    | –                                    | –                                    | –                                    | –                                    |                                      |                                      | –                                    | –                                    | –                                    | –                                    |                                      |                                      | 0                | NS               | 22 (58)             | 3                   |